# خانه مستقل

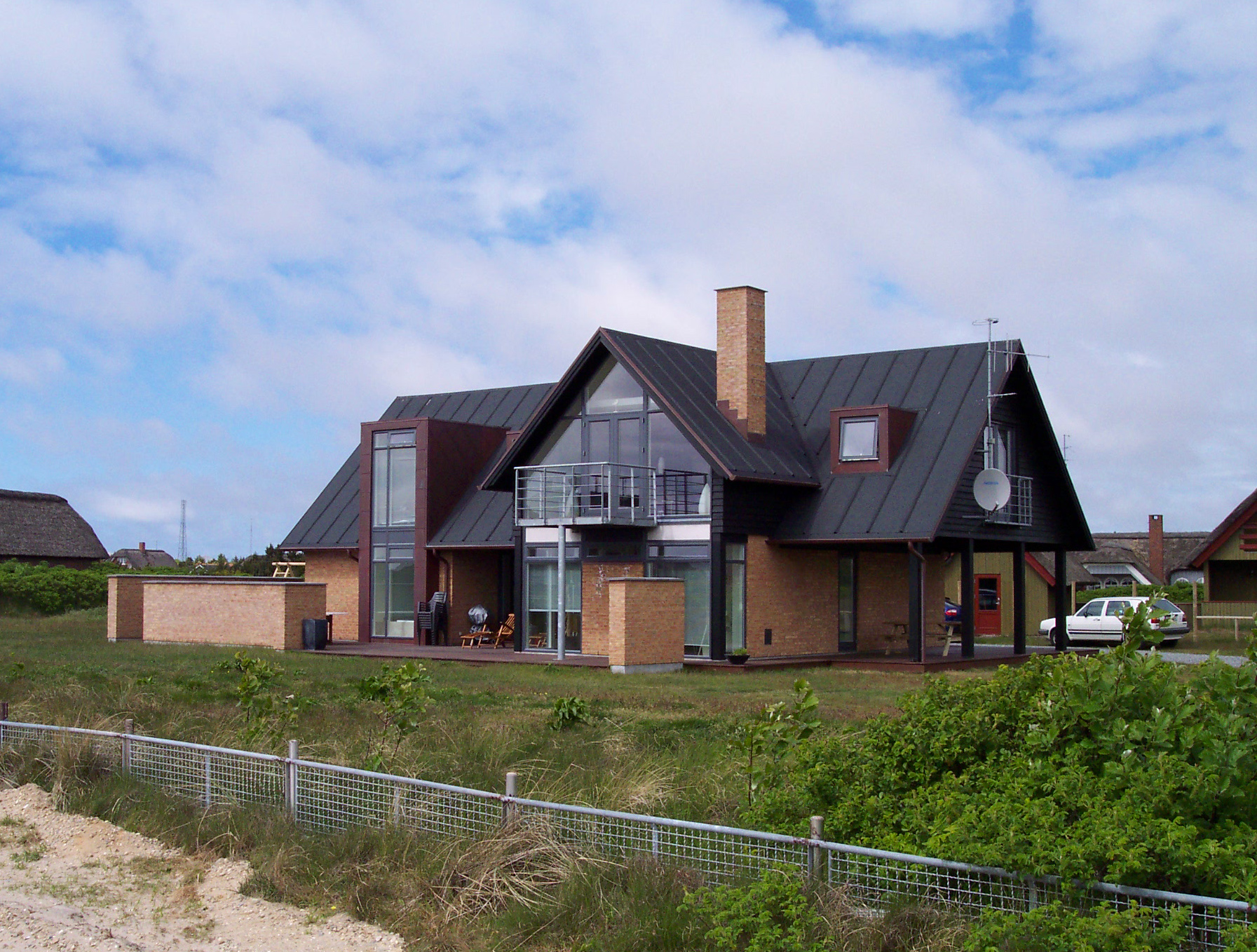
خانه تک خانواده در دانمارک.

خانه تک خانواده یا خانه مستقل (همچنین: خانه جداگانه ، محل سکونت جداگانه یا خانه جداگانه ) یک ساختمان مسکونی مستقل است که در آن یک خانواده زندگی می کند. این اصطلاح در مقابل سکونتگاه چندخانوادگی به کار می رود. 

## تعاریف
A single detached dwelling contains only one dwelling unit and is completely separated by open space on all sides from any other structure, except its own garage or shed.

—Statistics Canada
 تعریف این نوع خانه ممکن است بین حوزه‌های قضایی قانونی یا آژانس‌های آماری متفاوت باشد. تعریف، با این حال، معمولاً شامل دو عنصر است: 
- مسکن تک خانواده به معنای ساختمانی است که توسط یک خانواده استفاده می شود. واحدهای مسکونی مشاع اگر دسترسی مستقیم به خیابان یا معبر را داشته باشد، مسکن تک خانوادگی محسوب می شوند به شرط آن که امکانات گرمایشی، تجهیزات آب گرم، یا سایر امکانات و خدمات ضروری دیگر در آنها به صورت اشتراکی نباشد. [۲]

معمولاً خانه‌های مستقل دارای زمینی وسیع تر از بنا هستند که معمولاً به نام حیاط در انگلیسی آمریکایی یا یک باغ در انگلیسی بریتانیایی از آنها نام برده می شود.گاراژها نیز می توانند در اکثر موارد یافت شوند. 

## انواع خانه‌های مستقل
انواع خانه‌های مستقل عبارتند از: 
- کلبه ، یا خانه کوچک. در ایالات متحده، کلبه به طور معمول دارای چهار اتاق اصلی است، در دو طرفه یک کریدور مرکزی.
- بانگالو ، در انگلیسی آمریکایی این اصطلاح یک خانه مستقل به اندازه بزرگ و دارای حیاط اما کوچکتر از ویلاست.
- ویلا ، یک اصطلاح ناشی از زمانهای رومی است. در اواخر قرن نوزدهم و اوایل قرن بیستم، ویلا یک خانه آزاد و مجلل را در یک بلوک بزرگ که معمولاً در حومه شهر یافت شد، نشان می داد.
- عمارت ، یک خانه بسیار بزرگ و لوکس، معمولاً با ثروت استثنایی یا اشراف، معمولاً بیش از یک داستان، در یک بلوک بسیار بزرگ از زمین و یا املاک همراه است.

## همچنین نگاه کنید
- خانه
- سکونتگاه چند خانوادگی